# T-50
Pour les articles homonymes, voir T-50 (homonymie).
Le T-50 est un char léger soviétique qui aurait dû connaître une vaste production. Néanmoins les problèmes de sa mise en production, survenant au moment de l'attaque allemande, lui firent préférer le T-34 qui outre sa puissance supérieure était déjà en production.

## Présentation
Au cours de l'année 1939, les deux principales usines de chars de Léningrad, l'usine « Vorischilov » et la no 174 « Kirov », reçurent l'ordre de développer un modèle de char pour remplacer le T-26. Le prototype de la deuxième, nommé objet 126, l'emporta sur son concurrent, l'objet 211, lors des essais en 1940, et il fut accepté pour le service dans l'armée soviétique sous la désignation de T50, le 12 février 1941.
Ce nouveau véhicule était comme son contemporain plus lourd le T-34, en avance sur son temps, avec son blindage incliné et soudé et sa motorisation diesel. Par rapport, à celui-ci, il bénéficiait en outre d'une tourelle triplace, ce qui améliorait la répartition des rôles de l'équipage au combat, une radio montée sur tous les exemplaires, et sa protection était équivalente, pour une taille et une masse bien inférieures. Le principal problème de conception comme beaucoup de chars soviétiques était le manque de place pour l'équipage, et dès le deuxième prototype, on supprima la mitrailleuse de glacis et son servant, ce qui augmenta l'espace disponible dans la caisse. Ce char léger, comparable au PzKpfw III allemand, aurait alors dû devenir le char universel de l'armée rouge en remplaçant les T-26 et les chars BT, mais sa production de masse n'était pas lancée au déclenchement de la grande guerre patriotique, comme l'était celle du T-34. La difficulté de mise au point et de production de son moteur V4 diesel, l'évacuation des usines de Léningrad et la préférence donnée au T-34, plus puissamment armé, limita sa production à 67 exemplaires et son rôle fut finalement simplement anecdotique.

## Engagements
Les quelques exemplaires produits furent engagés lors de la défense de l'isthme de Carélie au sein d'une brigade de chars[Quand ?][réf. nécessaire] et quelques-uns furent saisis et réutilisés par les Finlandais. Mi-août, la 1re division de chars (ru) engage des T-50 aux côtés de ses chars lourds KV-1 dans les combats sur la Louga puis à l'est de Kingissepp précédant le siège de Léningrad. Huit T-50 servent également dans la 150e brigade de chars (avec également douze T-34), pendant la bataille de Moscou en septembre-octobre 1941. Enfin, 27 T-50 combattent au sein du 488e régiment de chars indépendant, sur le front du Caucase en octobre 1942.

## Variantes
- Le T-150 : Une version produite avec un blindage renforcé à 55 mm[réf. nécessaire].

## Autres renseignements techniques

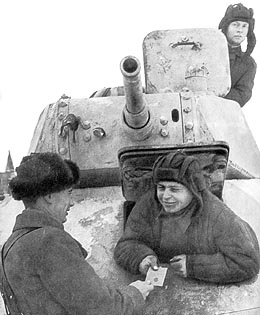
char T50

Franchissements
obstacle vertical 0,7 m
gué 1,1 m
pente 45°
pente latérale 45°